# Philosophie morale cartésienne
 (juin 2024).
La philosophie morale cartésienne est exposée en particulier dans le Discours de la méthode, où les maximes de la morale provisoire sont formulées, mais aussi dans la correspondance avec Élisabeth et dans le traité Les Passions de l'âme. Elle trouve son fondement métaphysique dans le dualisme des substances pensantes et corporelles, dualisme qui n'exclut pas une composition de fait de celles-ci chez l'homme, qui se manifeste en particulier dans les passions. L'autre aspect important, lié à la théorie de la connaissance, concerne le rôle de l'erreur et la définition de la liberté, contrastée avec deux formes de liberté d'indifférence. Descartes renouvelle la thèse platonicienne selon laquelle « nul ne fait le mal volontairement »: en effet, si cela peut être un bien pour la volonté d'aller à l'encontre de ce que lui présente l'entendement, cela ne l'est qu'en tant que la volonté considère que c'est un bien, par là, d'affirmer sa liberté (lettre à Mesland du 2 mai 1644). Le mal est donc à la fois la preuve de la liberté de la volonté humaine mais c'est aussi une simple négation, c'est-à-dire une preuve d'imperfection, à l'égard de Dieu; mais du point de vue humain cette négation est aussi une privation, c'est-à-dire une imperfection, non pas tant de sa nature (Descartes s'opposant ici à St Augustin), mais uniquement de ses actes (Les Principes de la philosophie, I, 29 à 42).

## La morale par provision
Si le doute méthodique est bénéfique pour ce qui regarde la connaissance théorique, l'extension de ce doute à la pratique nous paralyserait. Or, il faut agir, même dans l'incertitude. Descartes propose donc dans le Discours de la méthode une « morale par provision », en attendant de trouver mieux. Il énonce ainsi les trois maximes provisoires suivantes :
- première maxime : la coutume, observer la religion et les mœurs de son pays et suivre ce que pensent effectivement (et non en apparence) les plus sages (voir endoxon aristotélicien) ;
- deuxième maxime : la résolution, exécuter avec fermeté le parti une fois pris ;
- troisième maxime : la maîtrise de soi, chercher plutôt à se vaincre soi-même plutôt que la fortune.

Il développera ensuite ses idées sur la morale essentiellement dans sa correspondance avec la princesse Élisabeth et avec la reine Christine. Il s'efforce d'y formuler une méthode pour atteindre le souverain bien, i.e. les jouissances intérieures de l'âme, qui seules sont éternelles et fondées sur la vérité. Pour cela, il énonce les moyens suivants :
- avoir clairement connaissance du bien, i.e. en premier lieu, connaître Dieu, ce qui nous fait éprouver envers lui un amour intellectuel ;
- maintenir sa volonté fermement et résolument. Si nous perdons notre temps à nous interroger sur tous les éléments de notre vie quotidienne, nous n'arriverons jamais à rien. Il nous faut donc souvent trancher des problèmes, sans en avoir une connaissance complète. Mais, une fois la décision prise, il faut se maintenir fermement en son jugement, tant que les événements ne nous prouvent pas notre erreur.
- maîtriser ses passions, et laisser ce qui n'est pas en notre pouvoir, i.e. savoir distinguer entre ce qui n'est pas en notre pouvoir de ce qui est en notre pouvoir. Seule la volonté est en notre pouvoir, à strictement parler. Cette vertu est la vertu cardinale du cartésianisme, c'est la générosité :

« Ceux qui sont généreux en cette façon sont naturellement portés à faire de grandes choses, et toutefois à ne rien entreprendre dont ils ne se sentent capables. Et parce qu'ils n'estiment rien de plus grand que de faire du bien aux autres hommes et de mépriser son propre intérêt, pour ce sujet ils sont parfaitement courtois, affables et officieux envers chacun. Et avec cela ils sont entièrement maîtres de leurs passions, particulièrement des désirs, de la jalousie et de l'envie, [parce] qu'il n'y a aucune chose dont l'acquisition ne dépendent pas d'eux qu'ils pensent valoir assez pour mériter d'être beaucoup souhaitée ; […] » (Les Passions de l'âme, art. 156)

## La liberté
La démarche cartésienne a déjà montré l'indépendance de notre volonté. Notre capacité à douter sans borne est une preuve, pour Descartes, du caractère illimité de notre volonté et de l'existence de notre liberté. Nous expérimentons notre liberté du seul fait que nous pensons, et que, pensant, nous pouvons suspendre tous nos jugements. La liberté n'a ainsi pas besoin de plus de preuve.
« La liberté de notre volonté se connaît sans preuves, par la seule expérience que nous en avons. »
Néanmoins, cette liberté de la volonté de réserver son assentiment n'est pas le plus haut degré de liberté que nous puissions atteindre. :
« Car, afin que je sois libre, il n'est pas nécessaire que je sois indifférent à choisir l'un ou l'autre des deux contraires ; mais plutôt, d'autant plus que je penche vers l'un, soit que je connaisse que le bien et le vrai s'y rencontrent, soit que Dieu dispose ainsi l'intérieur de ma pensée, d'autant plus librement j'en fais choix et je l'embrasse. » (Méditations métaphysiques, IV)

## Les passions
« La philosophie que je cultive n'est pas si barbare ni si farouche qu'elle rejette l'usage des passions ; au contraire, c'est en lui seul que je mets toute la douceur et la félicité de cette vie. »

— René Descartes : Lettre au Marquis de Newcastle, mars ou avril 1648. Œuvres et lettres, Bibliothèque de la pléiade, p 1298

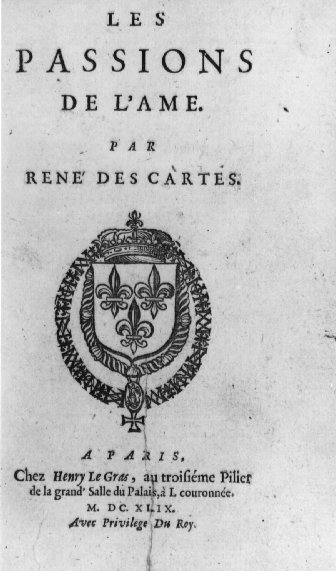
Les Passions de l'âme (1649).

Pour Descartes, en suivant ses principes physio-psychologiques, les passions résultent de l'union de l'âme et du corps. Avec quelques distinctions : la passion est un mouvement de l'âme provoquée par les esprits animaux ; mais il existe ce que l'on peut appeler une auto affection de l'âme, une émotion naissant des mouvements de l'âme elle-même qui agit sur le cerveau et qui est la conséquence de ses pensées et de ses jugements. C'est le cas par exemple de l'amour intellectuel. Cette distinction suit strictement la doctrine du dualisme.
Dans sa théorie des passions, Descartes s'est efforcé de ramener les passions à leurs éléments les plus simples. Ainsi, ces éléments, par recombinaison, doivent-ils expliquer toutes les passions humaines.
Descartes souligne le rapport qui existe entre les passions et les instincts : les hommes cherchent ce qui leur semble utile, et fuient ce qui leur semble nuisible. Or, dans certains cas, l'action des esprits animaux est telle, que l'âme n'intervient pas dans les actions à accomplir. La morale de Descartes consiste à faire intervenir la raison pour réguler ces mouvements violents du corps. Comment cette intervention est-elle possible ?
Ce que nous nous représentons dans l'âme a un rapport avec l'état des esprits animaux. Les sentiments se développent dans ce rapport. Il est alors possible à l'âme de produire une représentation qui modifiera les mouvements involontaires du corps. Le fondement de la morale cartésienne sera donc l'idée que l'âme ne combat pas avec elle-même : il n'y a pas lutte intérieure entre la raison et les passions. Il y a en réalité une lutte entre la volonté et le corps, et cette lutte se fait par les mouvements imprimés par l'âme et le corps sur la glande pinéale.